# Cervières (Alte Alpi)
Cervières è un comune francese di 173 abitanti situato nel dipartimento delle Alte Alpi nella regione della Provenza-Alpi-Costa Azzurra.
Sorge a 1620 m d'altitudine, ai piedi di alte montagne che segnano il confine tra il Brianzonese ed il Queyras e si trova lungo la strada che da Briançon conduce al Colle dell'Izoard.

## Società

### Evoluzione demografica
Abitanti censiti